# Orconectes limosus
El cangrejo de los canales (Orconectes limosus) es una especie de cangrejo de río de la familia Cambaridae originaria de Norteamérica. De talla menor que otros cangrejos, rara vez alcanza los 10 cm de longitud. Su color es pardo y verdoso, presentando la zona de las quelas una coloración más intensa. Fue introducido en Europa en el siglo XIX convirtiéndose en un peligro para los cangrejos autóctonos, al ser un vector de la afanomicosis.

## Especie invasora en España
Debido a su potencial colonizador y constituir una amenaza grave para las especies autóctonas, los hábitats o los ecosistemas, esta especie ha sido incluida en el Catálogo Español de Especies exóticas Invasoras, aprobado por Real Decreto 630/2013, de 2 de agosto.